# Route nationale 635
Pour les articles homonymes, voir Route nationale 635 (homonymie).
La route nationale 635 ou RN 635 était une route nationale française reliant Boulogne-sur-Gesse à Boussens. À la suite de la réforme de 1972, elle a été déclassée en RD 635.

## Ancien tracé de Boulogne-sur-Gesse à Boussens (D 635)
- Boulogne-sur-Gesse
- Saint-Pé-Delbosc
- Ciadoux
- Cassagnabère-Tournas
- Aurignac
- Le Fréchet
- Boussens